# Condate orsilla
Condate orsilla är en fjärilsart som beskrevs av Swinhoe 1897. Condate orsilla ingår i släktet Condate och familjen nattflyn. Inga underarter finns listade i Catalogue of Life.